# Cantonul Mormant
Cantonul Mormant este un canton din arondismentul Melun, departamentul Seine-et-Marne, regiunea Île-de-France , Franța.

## Comune
- Andrezel
- Argentières
- Aubepierre-Ozouer-le-Repos
- Beauvoir
- Bombon
- Bréau
- Champdeuil
- Champeaux
- La Chapelle-Gauthier
- Clos-Fontaine
- Courtomer
- Crisenoy
- Fontenailles
- Fouju
- Grandpuits-Bailly-Carrois
- Guignes
- Mormant (reședință)
- Quiers
- Saint-Méry
- Saint-Ouen-en-Brie
- Verneuil-l'Étang
- Yèbles